# Novartis-Preis
Der Novartis-Preis (Novartis-Preis für therapierelevante pharmakologische Forschung) ist ein deutscher Wissenschaftspreis. Er wird gemeinsam durch die Stiftung für therapeutische Forschung (früher Novartis-Stiftung) und die Deutsche Gesellschaft für Immunologie (DGfI) vergeben. Der Novartis-Preis ist mit 10.000 Euro dotiert und wird alle zwei Jahre verliehen.
Bis 2020 war die Deutsche Gesellschaft für Experimentelle und Klinische Pharmakologie und Toxikologie (DGPT) die Partnerorganisation bei der Vergabe des Preises.
Es gab noch einen Novartis-Preis „Junge Endokrinologie“ der Deutschen Gesellschaft für Endokrinologie (DGE) zur Förderung der klinischen und experimentellen Endokrinologie. Er wurde zwischen 2004 und 2020 verliehen und war mit 10.000 Euro dotiert. Auch die Deutsche Gesellschaft für Pathologie vergibt einen Novartis-Preis.

## Preisträger

### Träger des Novartis-Preises der DGPT (1992–2017)
- 1992/1993 Rudi Busse, Markus Hecker, Wolfgang Linz, Gabriele Wiemer „Vertiefung des Verständnisses für die komplexen Auswirkungen der ACE-Inhibition“
- 1994/1995 Thomas Eschenhagen „Molekularer Mechanismus bei Veränderungen inhibitorischer G-Proteine bei der Herzinsuffizienz und bei Herzrhythmusstörungen“; Albrecht Wendel, Gisa Tiegs, Johannes Barsig, Thomas Hartung Tier „Tierexperimentelle Befunde von G-CSF in der Sepsisprophylaxe“
- 1996/1997 Holger Bang „Rolle der Cyclophiline für die Wirkung potenter Immunsuppressiva bei wichtigen Infektionskrankheiten“
- Markus Meyer, Thomas Flüge „Physiologische Wirkungen und pharmakologische Eigenschaften von Urodilatin und dessen therapeutischer Einsatz bei akutem Nierenversagen und bei Asthma bronchiale“
- 1998/1999 Ralph Lucius, Stefan Gallinat „Neurothropher Effekt von Angiotensin II sowie dessen fördernde Wirkung auf die axonale Regeneration nach Läsion des Sehnerven unter Vermittlung des Angiotensinrezeptor-Subtyps AT2“
- 2000/2001 Georg Nickenig „Bedeutung von AT1 Rezeptoren für das Verständnis der Pathophysiologie und die Therapie der Atherosklerose“
- 2002/2003 Michael Schön, Wolf-Henning Boehncke „Efomycin M: spezifische Inhibition Selektin-vermittelter Leukozyten-Adhäsion zur Therapie entzündlicher Erkrankungen“
- 2004/2005 Günter Schwarz, Jochen Reiss „Rescue of lethal molybdenum cofactor deficiency by a biosynthetic precursor from Escherichia coli“
- 2006/2007 Frank Lyko „Die Entwicklung von DNA-Methyltransferase-Inhibitoren als epigenetische Krebstherapeutika“
- 2008/2009 Irmgard Tegeder „GTP cyclohydrolase and tetrahydrobiopterin regulate pain sensitivity and persistence“
- 2010/2011 Jan Schwab „Resolution of Inflammation: Concept and Mechanisms. Lipid mediator resolution agonists: a strategy to treat Inflammation & Implications for CNS lesions; (en)“
- 2012/2013 Christoph Welsch „Peptidomimetic Escape Mechanisms Arise via Genetic Diversity in the Ligand-Binding Site of the Hepatitis C Virus NS3/4A Serine Protease“
- 2014/2015 Nina Wettschureck, Markus Schwaninger „Hydroxycarboxylic acid receptor 2 mediates dimethy fumarate's protective effect in EAE“
- 2016/2017 Rohini Kuner „Neue therapierelevante Mediatoren neuropathischer Schmerzen basierend auf der Wechselwirkung zwischen sensorischen Neuronen und T-Zellen.“; Lars Zender (zusammen mit anderen Wissenschaftlern) „A MYC-aurora kinase A protein complex represents an actionable drug target in p53-altered liver cancer.“

### Träger des Novartis-Preises der DGfI (seit 2021)
- 2021 Susana Minguet “Noncanonical binding of Lck to CD3ε promotes TCR signaling and CAR function”
- 2023 Lukas Bunse „für seine herausragende Forschung zur Entwicklung und klinischen Umsetzung von immuntherapeutischen Strategien für Hirntumorpatienten“[3]